# 덴마크 핸드볼 국가대표팀
덴마크 핸드볼 국가대표팀(덴마크어: Danmarks håndboldlandshold)은 덴마크를 대표하여 국제 경기에 참가하는 핸드볼 국가대표팀이며, 덴마크 핸드볼 연맹이 운영하고 있다.